# Choeromorpha multivittata
Choeromorpha multivittata är en skalbaggsart som beskrevs av Stefan von Breuning 1974. Choeromorpha multivittata ingår i släktet Choeromorpha och familjen långhorningar. Inga underarter finns listade i Catalogue of Life.